# Osztopáni malomárok
Az Osztopáni malomárok egy somogyi énekes gyermekjáték. A gyerekek párosával sétálnak az udvaron vagy az utcán. A dal végén az első pár feltartott keze alatt a többi pár átbújik. Aztán megfordulnak, a hátsók mennek előre, és a dal végén az ő kezük alatt bújnak át a többiek.
A dallam már 1834-ben megjelent Almási Sámuel Magyar Dalnok vagy Énekes Gyűjteményének II. kötetében Már minálunk így köszönnek kezdetű szöveggel. Mátray Gábor 1852-ben kiadott Magyar Népdalok Egyetemes Gyűjteménye Szőke kislány megy a kútra, hajaha! kezdetű szöveggel közli. Számos más szövege is van. Az e szócikkbeli változat Gönczi Ferenc: Somogyi gyermekjátékok című könyvében jelent meg 1949-ben.
Feldolgozás:
| Szerző         | Mire            | Mű                                                                      | Előadás |
| -------------- | --------------- | ----------------------------------------------------------------------- | ------- |
| Petrovics Emil | fuvola, zongora | Magyar gyermekdalok fuvolára és zongorára 9. darab: Osztopáni malomárok | [ 1 ]   |

## Kotta és dallam
Osztopáni malomárok, hajaha,

nem terem az mást, mint nádat, hajaha,

nádat terem, leveleset,

legényeknek szerelmeset, hajaha.